# Геология Науру

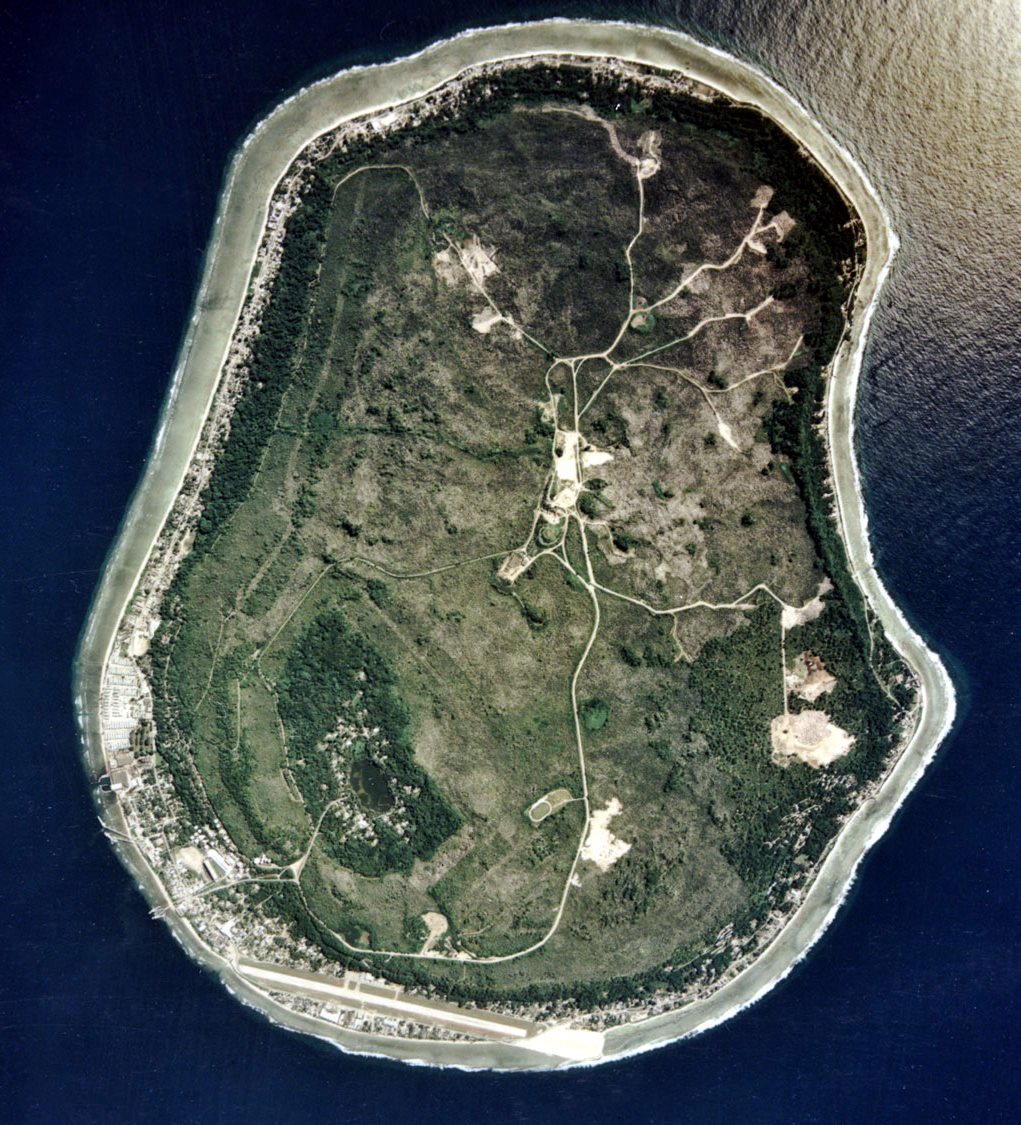
Аэрофотоснимок Науру в 2002 году

Остров Науру расположен в Тихом океане на Тихоокеанской плите, которую пересекает срединно-океанический хребет возрастом 132 млн л. С середины эоцена (35 млн л. н.) по олигоцен вследствие подводной вулканизации образовалась гора высотой 4300 м, состоящая из базальта.
Вулкан был размыт водой до уровня моря, и на его вершине образовался 500-метровый коралловый атолл. Коралл поднялся на 30 м над уровнем моря, и сейчас доломитовые известняки образуют карст до 20 м высотой. На глубине 55 м ниже уровня моря в отложениях известняка сформировались карстовые воронки и пещеры.
Науру движется со скоростью 104 мм в год в северо-западном направлении.